# Бугаївка (Вінницький район)
Буга́ївка — село в Україні, в Оратівській селищній громаді Вінницького району Вінницької області. Розташоване на лівому березі річки Роська (притока Росі) за 19 км на північ від смт Оратів. Через село проходить автошлях Р17. Населення становить 216 осіб (станом на 1 січня 2018 р.).

## Історія
1842 року село купив Фелікс Ігнатович Шостаковський у Франца Шидловського. До того село було у графа Островського, який продав його Шидловському наприкінці XVII століття.
Станом на 1864 рік у селі було 605 людей (з них 18 римських католиків і 4 лютерани). Був цукровий завод, дерев'яна Свято-Дмитрівська церква, водяний млин.
12 червня 2020 року, відповідно розпорядження Кабінету Міністрів України № 707-р «Про визначення адміністративних центрів та затвердження територій територіальних громад Вінницької області», село увійшло до складу Оратівської селищної громади.
19 липня 2020 року, в результаті адміністративно-територіальної реформи та ліквідації Оратівського району, село увійшло до складу Вінницького району.

## Населення

### Мова
Розподіл населення за рідною мовою за даними перепису 2001 року:
| Мова       | Кількість | Відсоток |
| ---------- | --------- | -------- |
| українська | 317       | 97.54%   |
| вірменська | 5         | 1.54%    |
| російська  | 2         | 0.61%    |
| румунська  | 1         | 0.31%    |
| Усього     | 325       | 100%     |

## Галерея

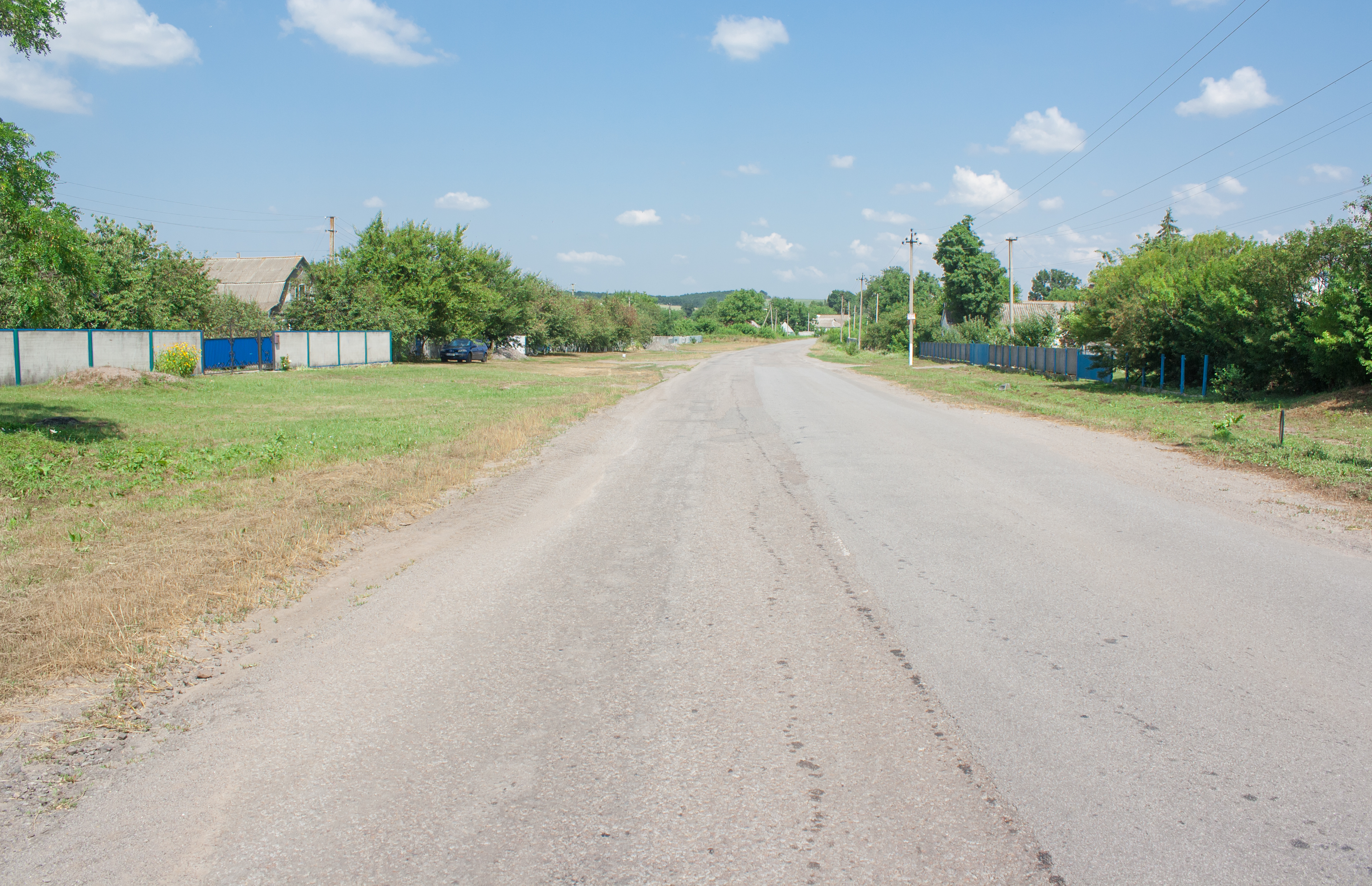
Вулиця Шевченка
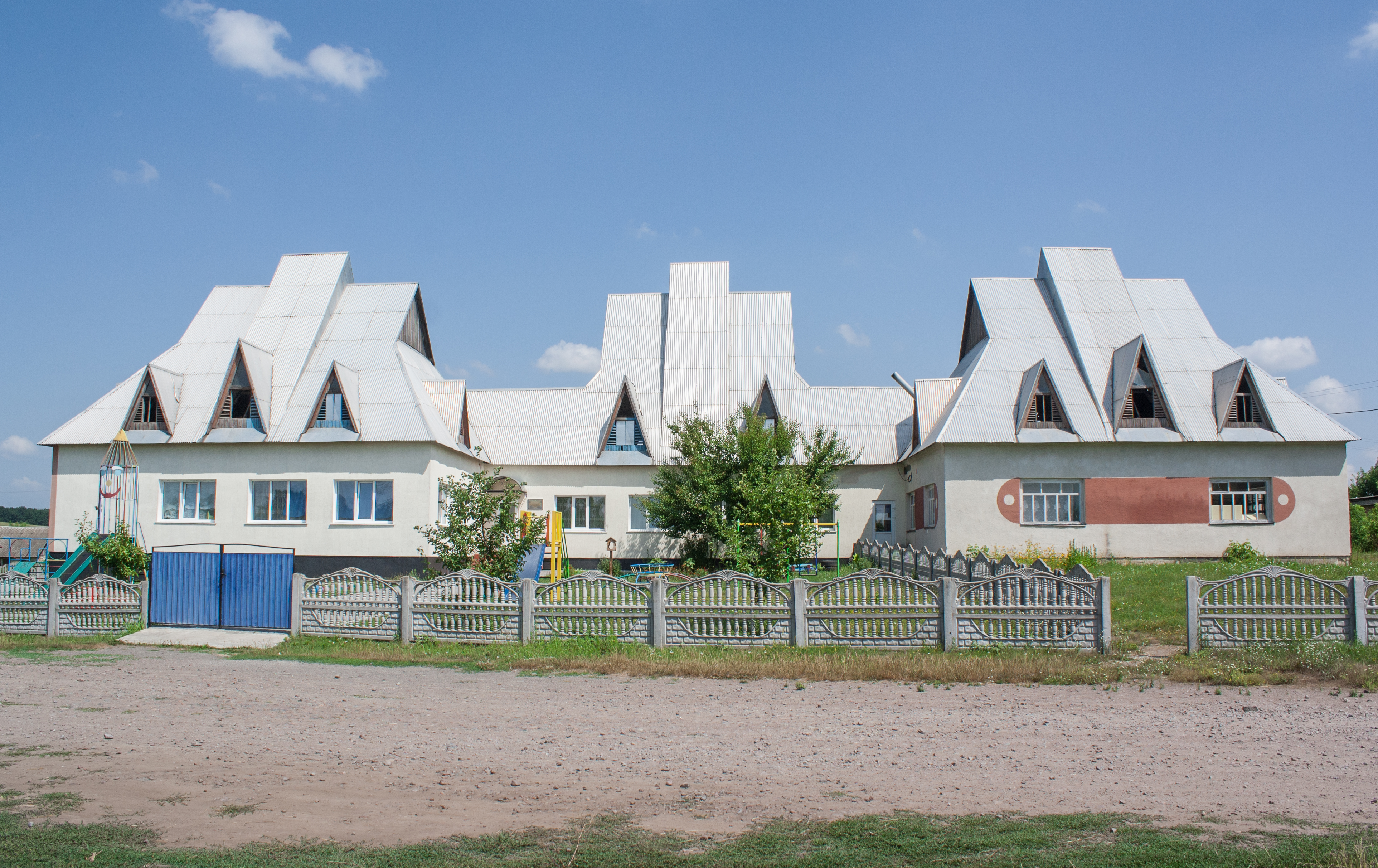
Дитсадок і фельдшерський пункт
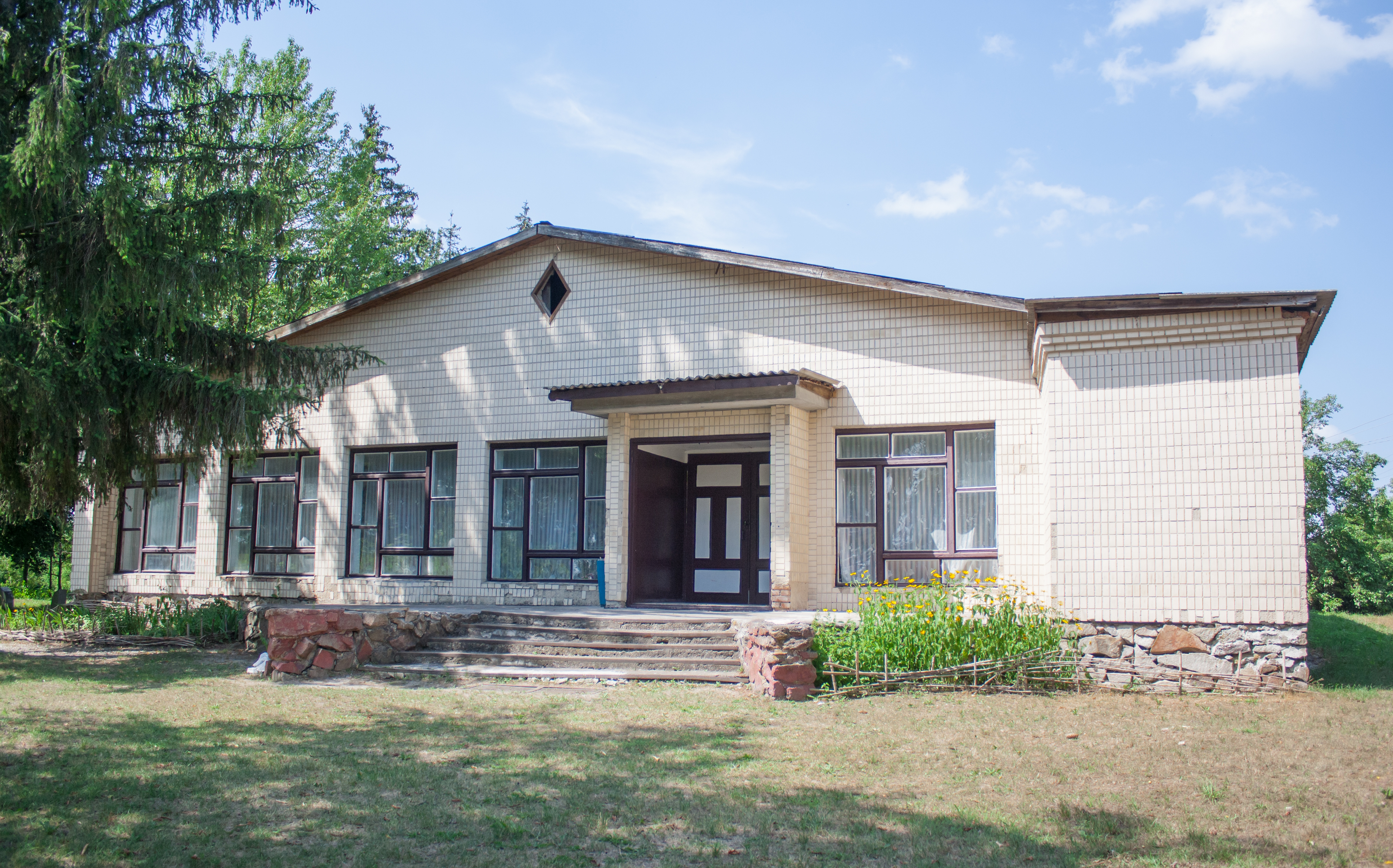
Будинок культури
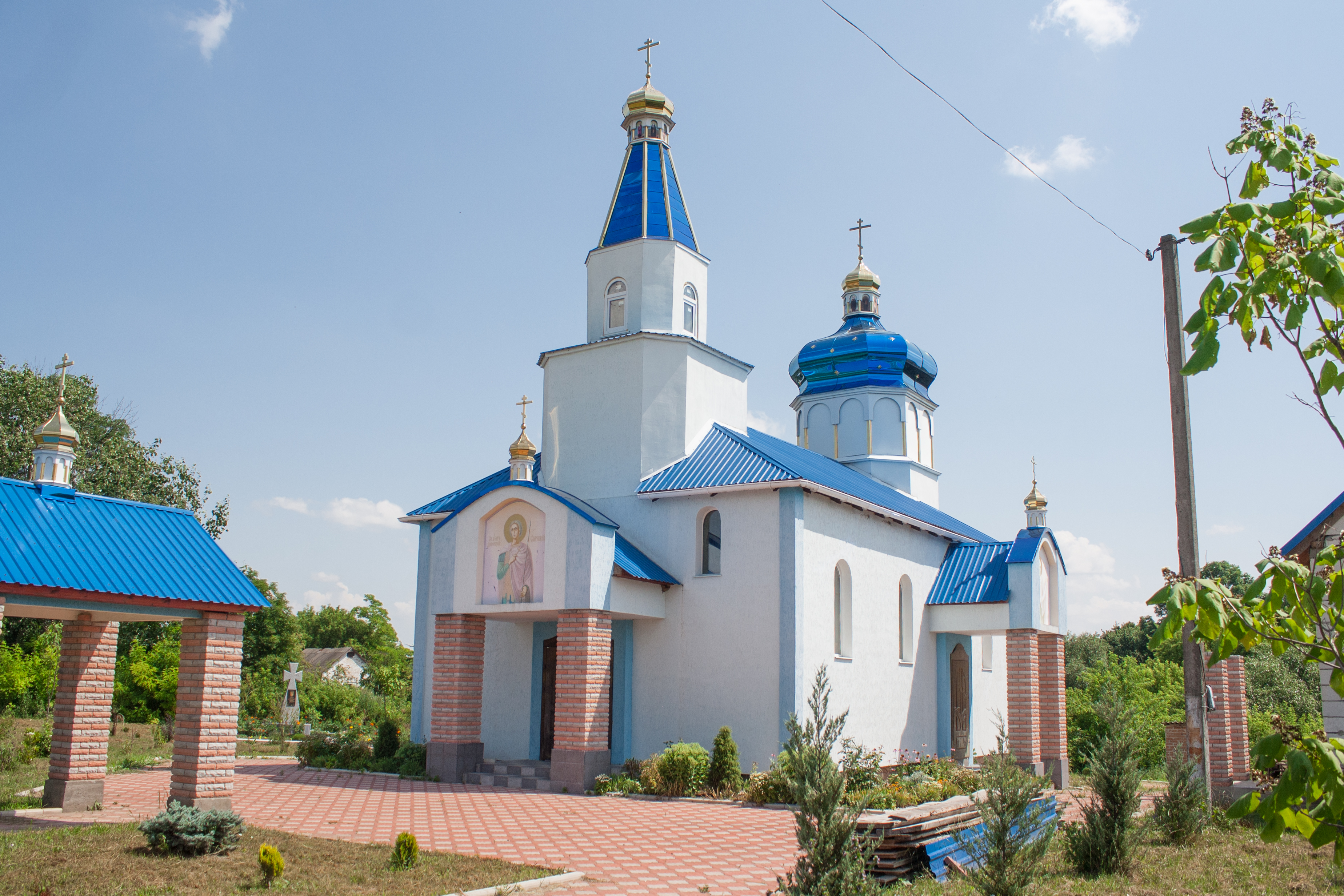
Церква

## Пам'ятки
По вулиці Космонавтів у селі збереглися руїни палацово-паркового комплексу Фелікса Шостаковського 1893 року, охоронний номер 156-М/0. Сам палац є пам'яткою архітектури місцевого значення з охоронним номером 156-М/1, а парк — пам'ятка садово-паркового мистецтва місцевого значення (охоронний номер 156-М/2).
У палаці раніше була школа, потім клуб, також використовувалося як житло, а у 1960-х роках тут була туберкульозна лікарня.
Також на кладовищі є братська могила 65 жертв Голодомору, встановлена 1993 року — пам'ятка історії місцевого значення, охоронний номер 88. Біля клубу розміщена братська могила 9 партизан, розстріляних німцями 1918 року, встановлена у 1957 році — пам'ятка історії місцевого значення, охоронний номер 84. По вулиці Млиниська, біля школи, є братська могила 76 воїнів, які загинули при звільненні села (пам'ятка історії місцевого значення, охоронний номер 309, встановлена 1957 року). 

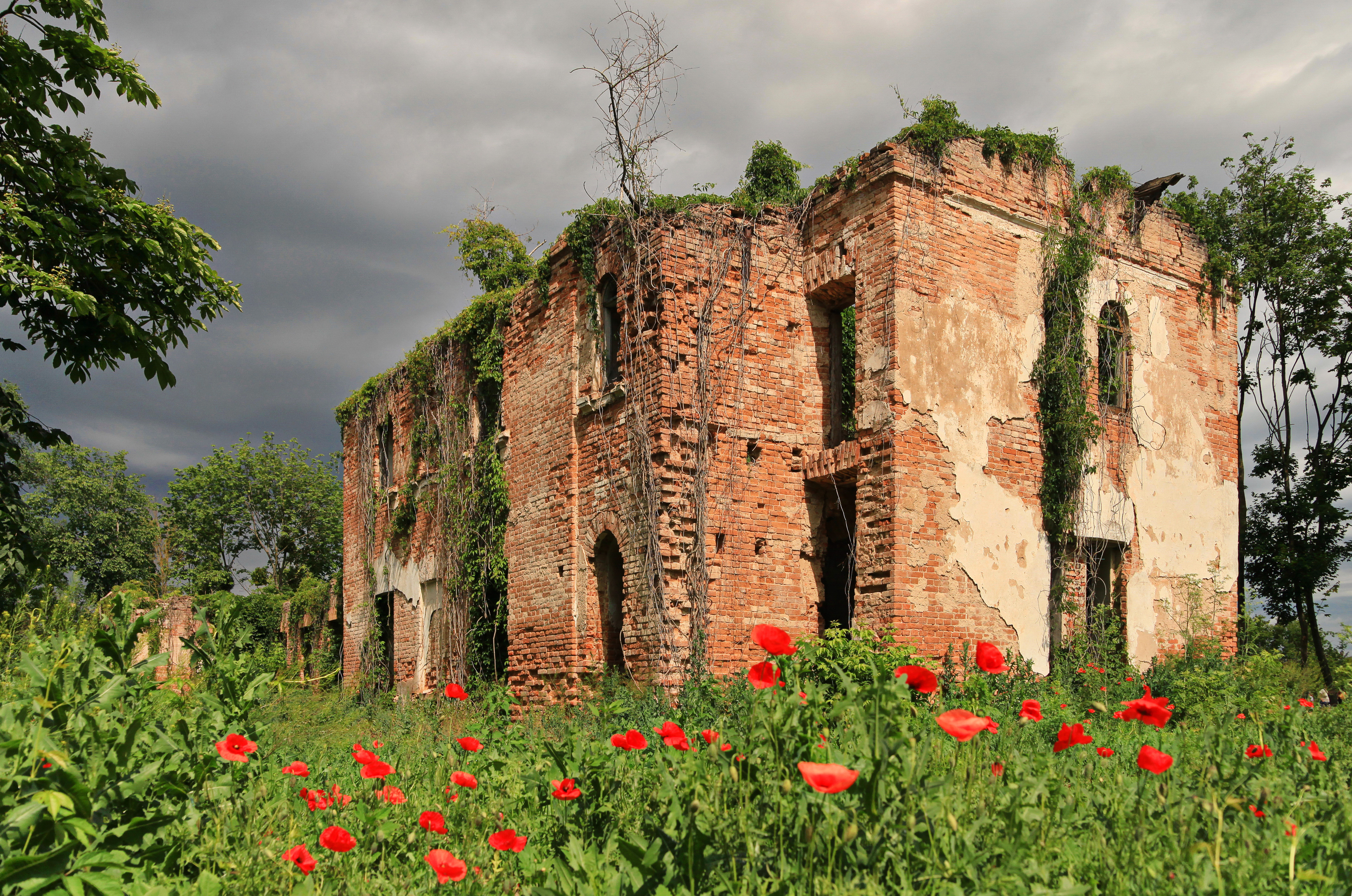
Палац
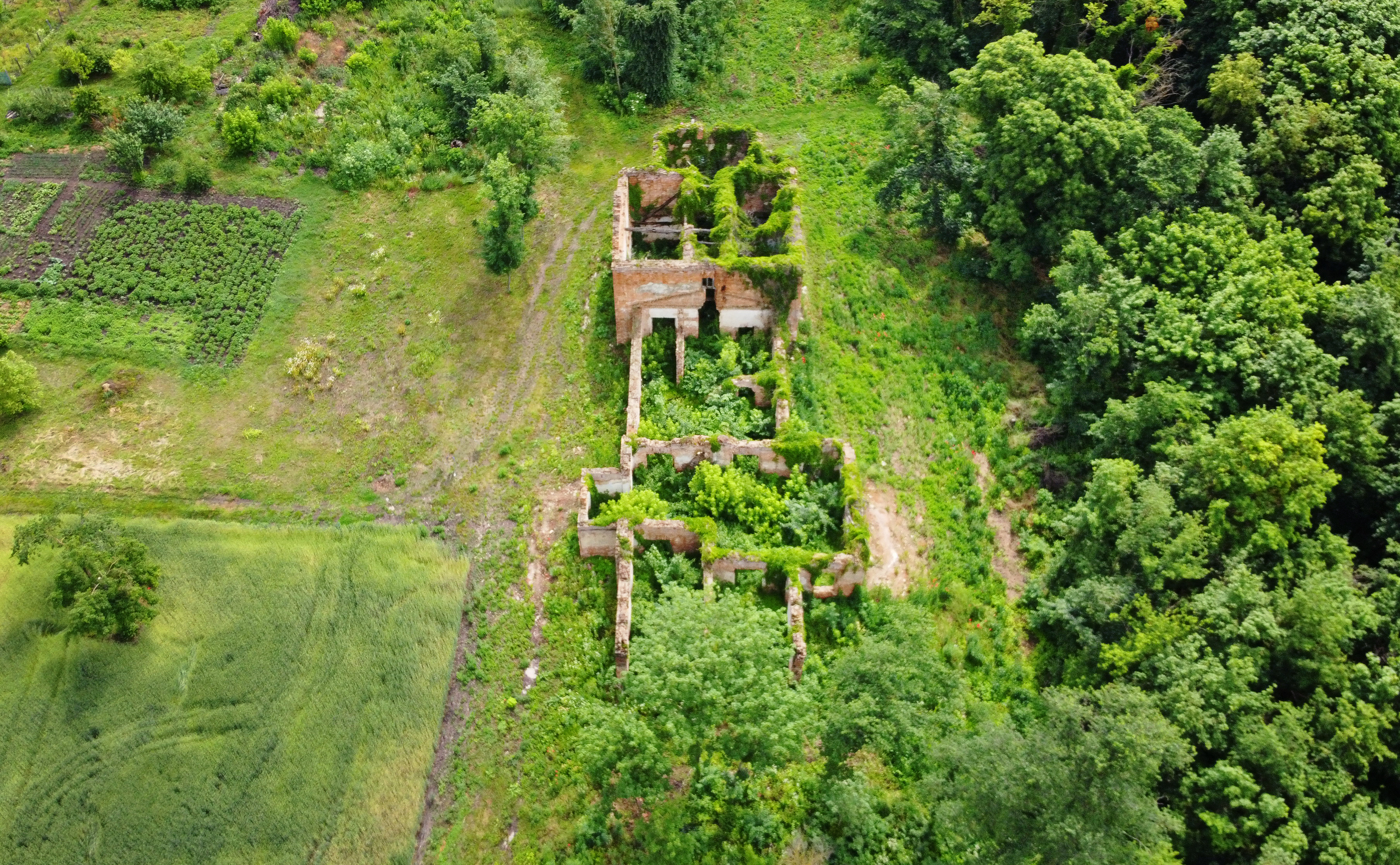
Вид на палац і парк
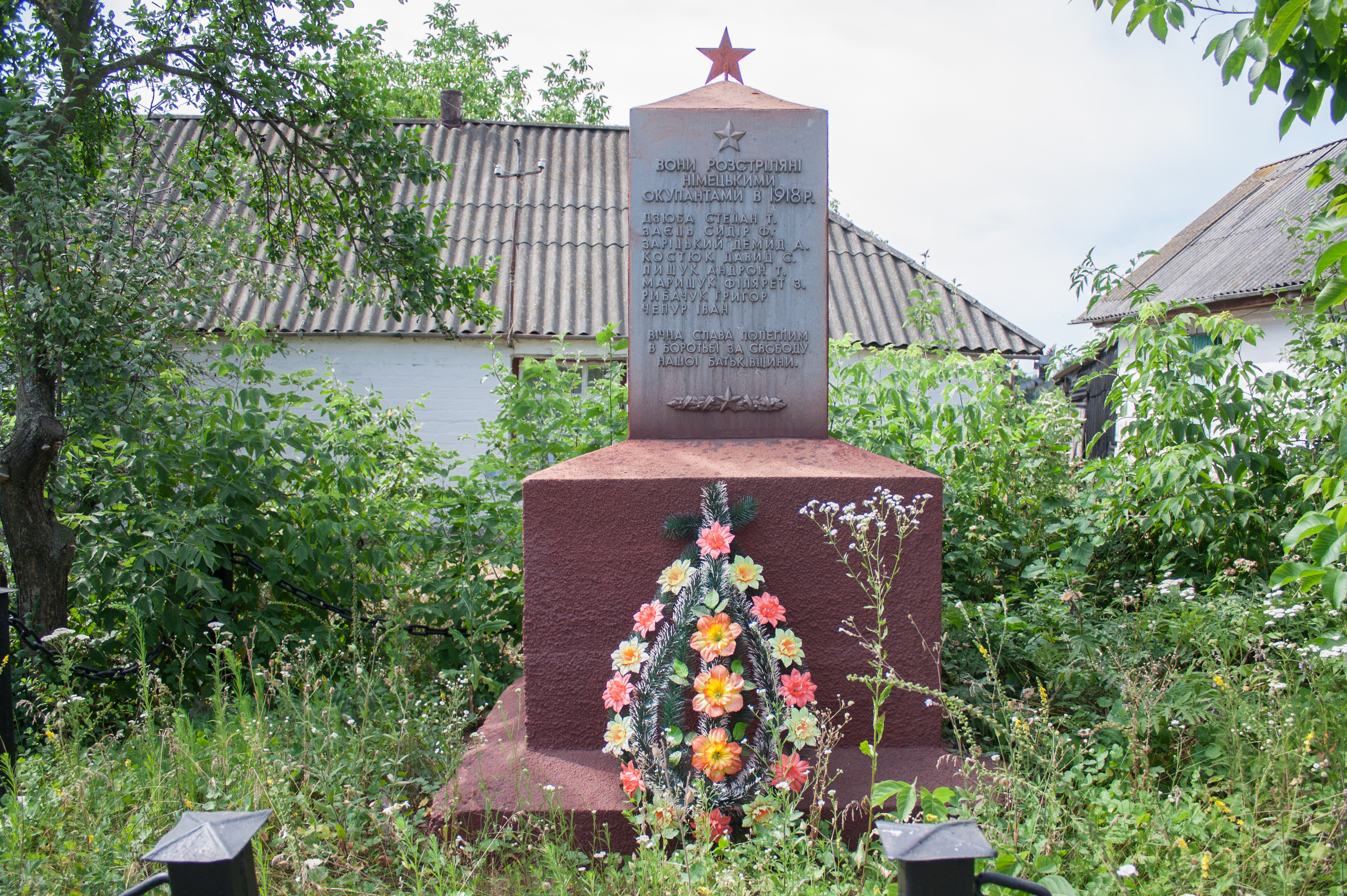
Братська могила 9 партизан (1918 р.)
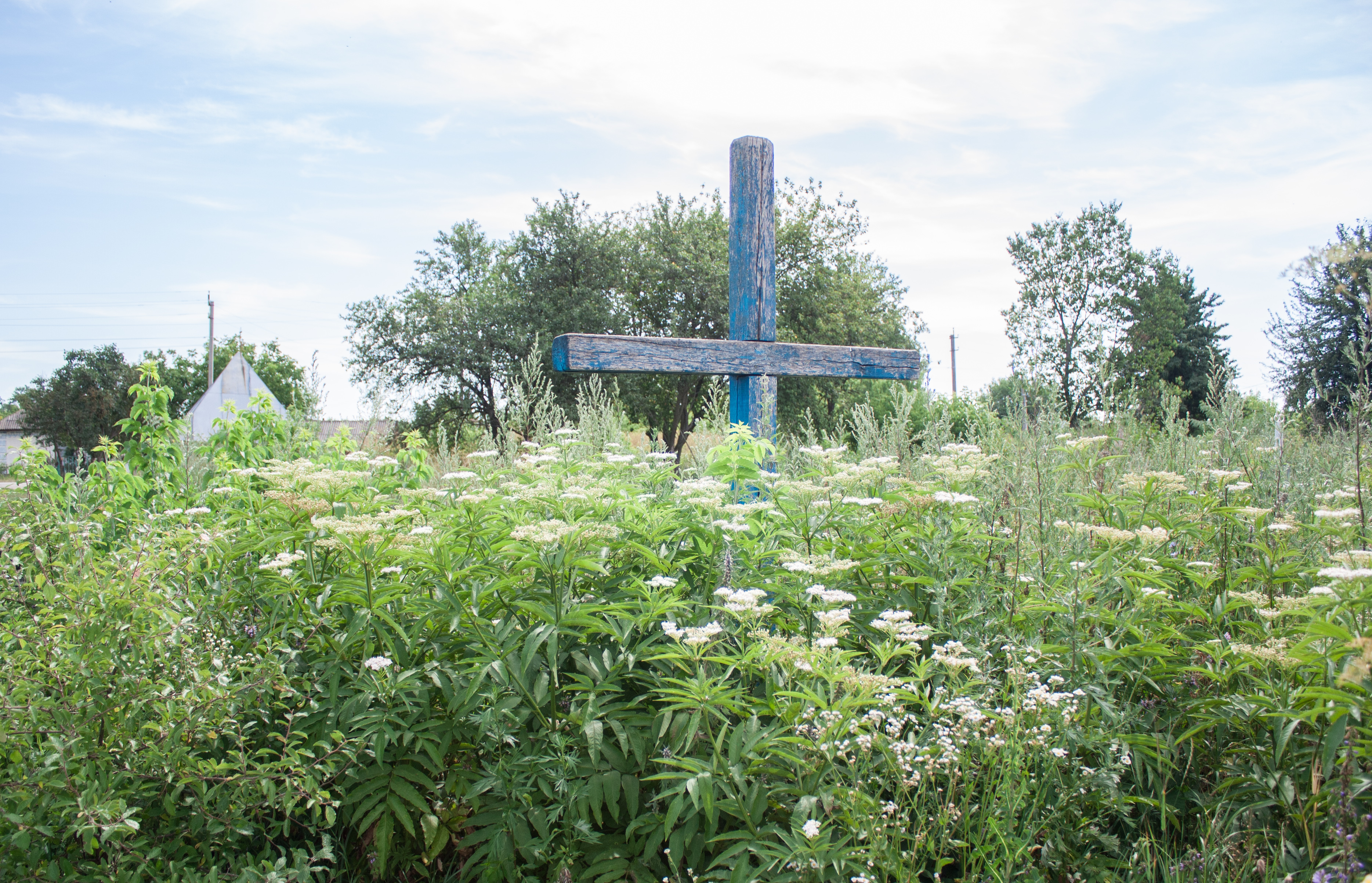
Братська могила 65 жертв Голодомору
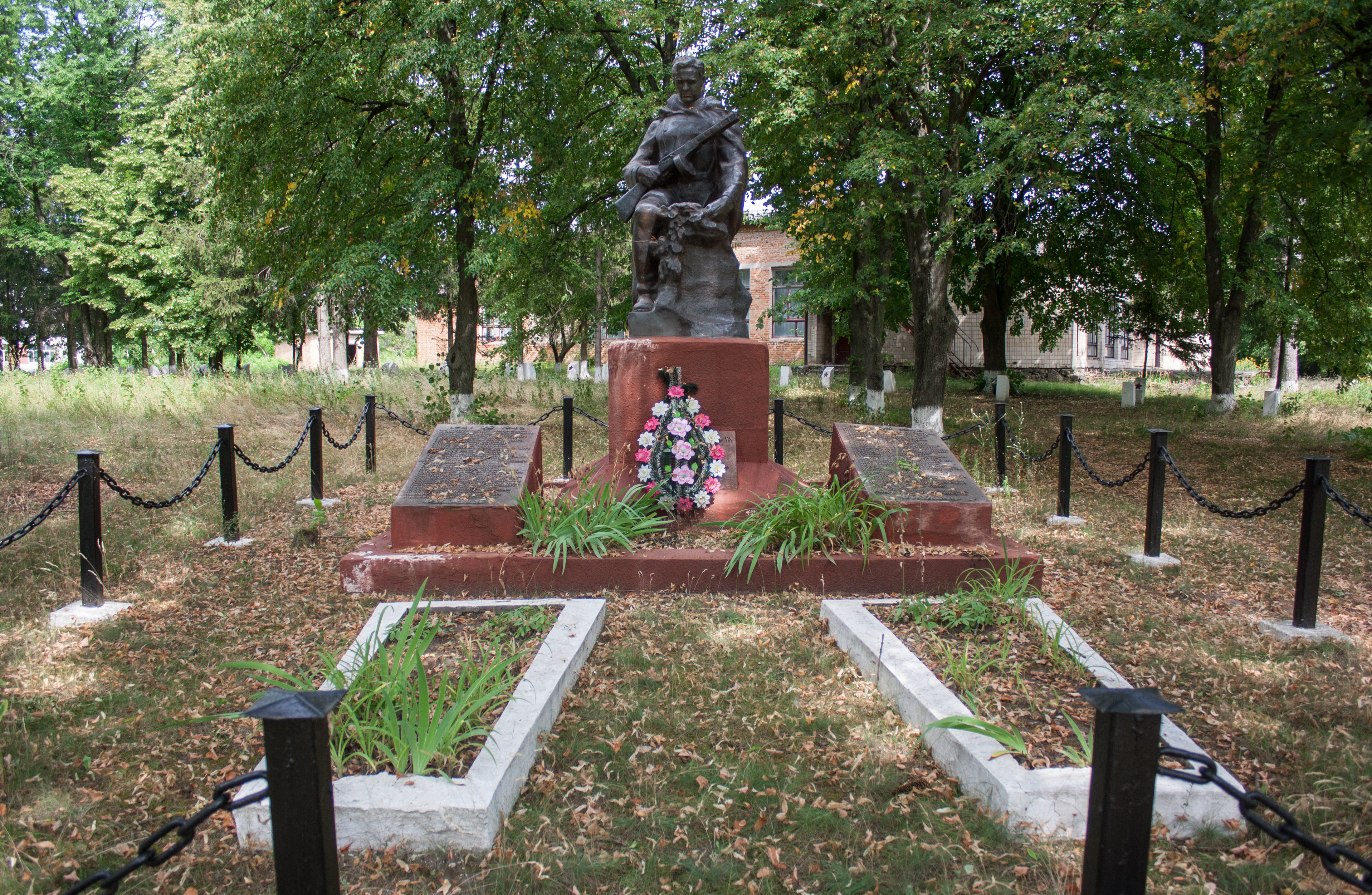
Братська могила 76 воїнів Радянської Армії, загиблих при звільненні села